# Shine–Dalgarno-szekvencia
A Shine–Dalgarno-szekvencia a bakteriális RNS egy meghatározott nukleotidbázisokból álló, konszenzus része, amelyet a fehérjeszintézis transzlációs szakaszának megkezdése előtt a kapcsolódó riboszóma felismer. Riboszómális kötőhely, amely elősegíti az információ pontos fordítását. Megelőzi a start tripletet, jelzi a hollétét.
Általában a start kodontól visszafelé, változóan 6-8-10 bázisnyira található. Prokariótákban nélkülözhetetlen szekvenciarészlet, archaea baktériumok, illetve mitokondriumok és kloroplasztiszok RNS-eiben is megtalálható.

## Jellemzők
A Shine–Dalgarno-szekvencia a prokarióta mRNS promóter szakaszának része, funkciója, hogy a „P” kötőhelyre pozicionálja az 'AUG' (start) kodont. egy puringazdag, 6 bázisos konszenzus bázissor: 'AGGAGG', ami fajtól függően minimálisan bővülhet. Ez komplementer a 16 S rRNS 3’-végének nukleotidszekvenciájával és így a hidrogénhidak kialakulása révén segíti a riboszóma kis alegységének és az mRNS-nek az összekapcsolódását. Két ausztráliai kutató: John Shine (1946–) és Lynn Dalgarno (1935–) 1975-ben fedezte fel a prokarióta promóterekre jellemző szekvenciát.

## Kozak-szekvencia
Az eukarióta mRNS-en nincs Shine–Dalgarno-szekvencia, ami a P-helyre pozicionálna egy AUG kezdő kodont. Ugyanakkor Marylin Kozak nyomán van egy úgynevezett konszenzus Kozak-szekvencia, ami funkcionálisan hasonló szerepet tölt be. A különbözősége, hogy a Kozak-szekvenciának része a kezdő AUG kodon, tehát annak szekvencia környezete közvetlenül segít azonosítani a riboszóma számára, hogy melyik AUG kodont használja.
Kozak-szekvencia: A/GCCACCAUGG

## Több információért lásd még
- Fehérjeszintézis
- Transzláció
- DNS, RNS
- Nukleotid